# Grande Loja da Rússia
Grande Loja da Rússia (Великая Ложа России) GLdR — Única Potência maçônica regular na Rússia. A Grande Loja da Rússia foi criada em 24 de junho de 1995. Ela se tornou a primeira potência maçônica aberta no país depois do fechamento e proibição da maçonaria em 1822.
A Grande loja da Rússia é reconhecida pela maioria das potências regulares  do mundo dentre elas a Grande Loja Unida da Inglaterra (GLUI) (desde 1996) e com mais de 90 potências em todo o mundo.

## História

### Pré-história
Entre 1992 e 1993, na Rússia, a Grande Loja Nacional Francesa  criou as lojas: "Harmonia" (Moscou), "Lotus" (Moscou), "Nova Astrea" (São Petersburgo), "Gamayun" (Voronezh).
- 14 de janeiro de 1992, em Paris, foi criada a loja "Harmonia". Loja foi criada a partir de irmãos passaram da loja  "Astrea" nº 100 da GLNF.
- 24 de junho de 1993, em São Petersburgo, foi criada uma loja "Nova Astrea".
- 24 de junho de 1993, em São Petersburgo, foi criada uma nova loja chamada "Gamayun".
- 12 de outubro de 1993, em Moscou, foi criada a loja "Lotus".[1][2]

### Instituindo a Grande loja da Rússia
A Grande Loja da Rússia, foi estabelecida, na sua primeira assembléia — 24 de junho de 1995, em Moscou. Os fundadores da Grande Loja da Rússia foram integrantes da Grande loja Nacional da França, que assim se tornou mãe da nova potência em solo russo juntamente com a criação de 4 lojas na Rússia, dentre elas ("Harmonia", "Lotus", Nova Аstrea", "Gamayun"), que integraram a Grande Loja da Rússia desde sua criação.  O primeiro grande mestre da Grande loja da Rússia foi eleito Georgi Dergachev.

## Grande loja da Rússia Hoje
Em julho de 2015 ocorreu a solene Assembléia, programado para o XX aniversário da Grande Loja da Rússia. No trabalho da assembléia participaram cerca de 300 maçons. No discurso, foi anunciado o desenvolvimento e crescimento da maçonaria regular na Rússia, no Cazaquistão e na Bielorrússia.
Em 2 de julho de 2018 o número de membros da GLdR chegou a cerca de 700 maçons, reunidos em 33 lojas operantes. O atual Grão-Mestre da GLdR é  Andrei Bogdanov.

### Grão-mestre da Grande Loja da Rússia
Em 30 de junho de 2007, foi eleito e tomou posse para Grão-Mestre da Grande loja da Rússia Andrei Bogdanov. Durante a eleição e a posse estavam presentes os líderes da Grande Loja Unida da Inglaterra e representantes de algumas Grandes Lojas Americanas.
Em 2010, de acordo com a constituição e os regulamentos gerais da GLdR, Andrei Bogdanov foi re-eleito para o cargo de grande mestre, por mais 5 anos, até 2015.
Em 28 de março de 2015, na Assembléia, foi reeleito para o cargo de grande mestre, o irmão Andrei Bogdanov novamente. De acordo com o Geral e do regulamento geral da Grande loja da Rússia Andrei Bogdanov iria ocupar o cargo de grande mestre, de 5 anos, até o ano de 2020.

## Lista de Lojas
- № 1 «Harmonia», Moscou (Se filiou a GLR em sua fundação);
- № 2/10 «Lotus»[5]/«Amor Fraternal»,[6] Moscou (unidas em 2010);[4]
- № 3 «Astrea», São Petersburgo (entrou na GLR em sua fundação e ressurgio dia 28 de maio de 2016.);
- № 5 «Aurora», Moscou (Loja em idioma Inglês, criada dia  23 de junho de 1996, reaberta em 2009);
- № 7 «Júpiter», Moscou (fundada dia 19 de novembro de 1997. em Zvenigorod);
- № 8 «Quatuor Coronati», Moscou (Loja de pesquisa, Criada dia 12 de junho de 1998 );
- № 9 «Aurora Boreal», Moscou (Criada dia  28 de novembro de 1998.);
- № 11 «Alexandre Sergueyvich Pushkin», Moscou (Criada dia 12 de junho de 1999.);
- № 15 «Orion», Moscou (criada dia  8 de fevereiro de  2001 ., fechada dia 10 de novembro de 2010,ressurgida dia 20  de abril de 2014).
- № 16 «Fenix», Moscou (criada dia  1 de março de 2001.);
- № 23 «Alfa e Omega», Minsk (criada em Novosibirsk dia 12 de junho de 2002,;
- № 25 «Cavaleiro Branco», Minsk (criada em Moscou dia 4 de junho de 2004
- № 27 «Ciutadella», Moscou (criada dia 27 de maio de 2006.);
- № 29 «Acácia», Sochi (criada dia 18 de abril de 2008.)[2]
- № 31 «Cinto de Pedra», Ecaterimburgo (criada dia 6 de junho de 2009 .);
- № 32 «França», Moscou (criada dia  29 de outubro de 2009.,Trabalha em rito Moderno Francês);
- № 33 «Muz», São Petersburgo (Criada em  1770 Ivan Elagin,Voltou a atividade dia  6 de março de 2010);
- № 34 «Concordância absoluta», Moscou (Loja no idioma Francês trabalha em rito Francês. Criada dia 27 de novembro de 2010 . em São Petersburgo);
- № 35 «Delta», Krasnodar (criada dia 6 de março de 2011.);
- № 36 «Fiodor Ushakov», Saransk (criada dia 12 de março de 2011.);[7]
- № 37 «Clio», Moscou (criada dia 9 de abril de 2011);
- № 42 «Araragat», Moscou (criada dia  5 de julho de 2013., Trabalha no rito Emulation);[8]
- № 43 «Pavel Pavlovich Demidov», Ecaterimburgo (criada dia 27 de setembro de 2013 .);[9]
- № 44 «Chave Dourada», Perm (criada 24 de junho de  1783,[10] воссоздана 29 сентября 2013 г.);[11][12]
- № 45 «A. C. Griboedov», São Petersburgo (criada dia 22 de abril de 2014.);
- № 46 «O Crânio e a Cruz», Nizhniy Novgorod (criada dia 27 de setembro de 2014.);
- № 49 «Giuseppe Garibaldi», Moscou (criada dia 8 de maio de 2015., trabalha em ritual Memphis-Misraim;
- № 50 «Shipka», Moscou (criada dia  28 de fevereiro de 2015 para irmãos da Bulgária);[4]
- № 53 «Concórdia», Shakhti, Oblast de Rostov (criada dia 11 de junho de 2016);
- № 54 «Sol Poente», Cazã (criada em 1776, voltou aos trabalhos dia 8 de outubro de 2016).

### Cidades em que há lojas da Grande loja da Rússia
Existem lojas nas seguintes cidades: Moscou, São Petersburgo, Voronezh, Saransk, Krasnodar, Sochi,  Magnitogorsk, Perm, Minsk, Nijny Novgorod, Chelyabinsk, e Cazã.
Em algumas cidades econtram-se abertas duas lojas ou planeja-se a abertura de uma segunda loja. A segunda loja já foi aberta em Ecaterimburgo, em São Petersburgo e Misnk, já em Moscou  existem atualmente cerca de 16 lojas.

## Ritos praticados na Grande loja da Rússia
- Escocês antigo e aceito
- Francês ou moderno
- Emulation
- Oriental

### Organização para graus superiores
A seguir, Organizações as quais somente aceitam membros da Grande Loja da Rússia :
- O Supremo Conselho da Rússia para o Rito Escocês Antigo e Aceito (4°-33°);
- Rito de Memphis-Misraim (4°-97°);
- O grande capítulo para o Rito  Francês Moderno (1-5 Ordem);
- Capítulo do Arco Real "St. Cecilia" nº 6190.